# مشروع جنوب شرق الأناضول

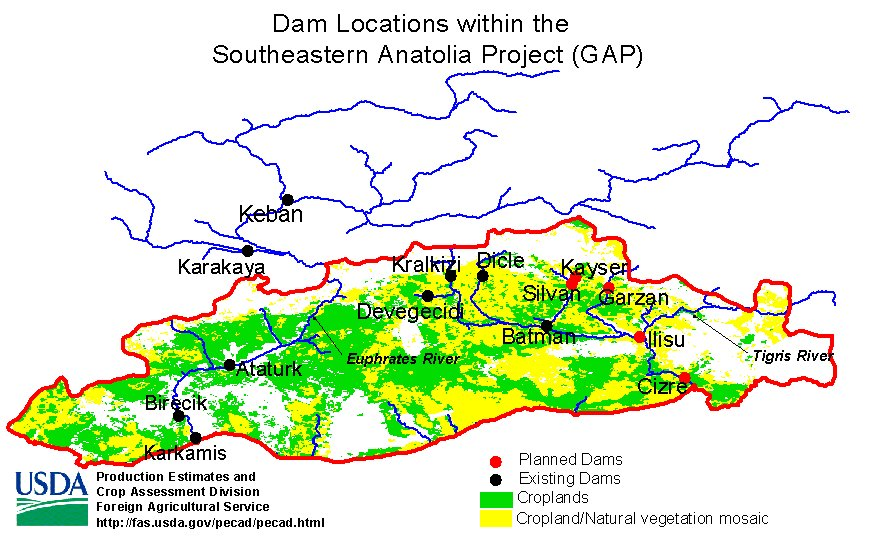
مواقع السدود في مشروع جنوب شرق الأناضول.

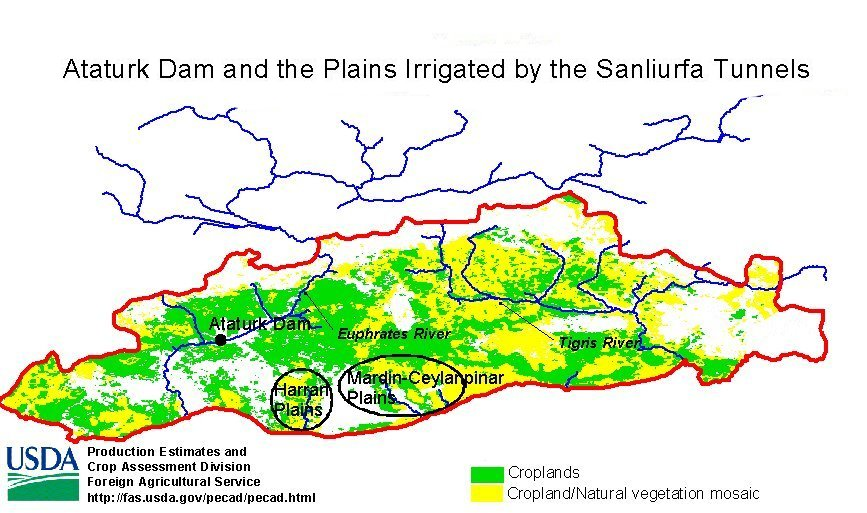
المناطق التي يرويها سد أتاتورك

مشروع جنوب شرق الأناضول ((بالتركية: Güneydoğu Anadolu Projesi)‏)، يعرف اختصار باسم GAP هو مشروع تنموي اقتصادي لمنطقة جنوب شرق الأناضول في تركيا. يهدف المشروع إلى توسيع الرقعة الزراعية وتوليد الكهرباء عبر بناء 21 سد ونفق على مجريي نهري الفرات ودجلة. ويتوقع اتمام المشروع بحلول عام 2010 وبتكلفة 32 مليار دولار أمريكي.
كما يضم المشروع 17 محطة توليد طاقة كهربائية من الماء. ويتوقع أن تلبي تلك المحطات 22% من احتياجات تركيا للطاقة عام 2010. بتوليد 8,900 جيجاواط ساعة يكون المشروع من أكبر مشاريع سلاسل توليد الطاقة في العالم.

## التاريخ
جاءت الأفكار الأولى للاستفادة من مياه نهري دجلة والفرات من مصطفى كمال أتاتورك مؤسس الجمهورية التركية، وقد كانت الحاجة إلى الكهرباء مسألة تحظى بالأولوية في العشرينات والثلاثينات من القرن العشرين ولذا أنشأت إدارة الدراسات الكهربائية عام 1936 لدراسة مدى إمكانية الاستفادة من مياه الأنهار داخل الدولة في توليد الكهرباء. بدأت الإدارة دراساتها مع «مشروع سد كيبان» وقامت ببناء محطة رصد لمراقبة مدى قوة تدفق مياه نهر الفرات ودراسة خصائص النهر. وقد بدأ في بناء سد كيبان في منتصف الستينيات.